# حادث سقوط مروحية قاعدة إغلين الجوية
في 10 مارس 2015، تحطمت طائرة هليكوبتر من نوع بلاك هوك UH-60 سيكورسكي تابعه لجيش الولايات المتحدة قبالة ساحل ولاية فلوريدا بانهاندل خلال تدريبات في ايجلين قاعدة سلاح الجو، مما أسفر عن مقتل أحد عشر شخصا على متن الطائرة. وذكرت تقارير ان المروحية المفقودة خلال الظروف الضبابية في الساعة 8:30 هليكوبتر PM.The تم تعيينها إلى 1-244th كتيبة الاعتداء طائرات الهليكوبتر في هاموند، لويزيانا.